# Bataille de Peralta
Pour les articles homonymes, voir Peralta.

La bataille de Peralta est un combat mineur de la Guerre de Sécession. Il se déroule le 14 avril 1862 et fait partie de la campagne du Nouveau-Mexique.
Ce combat met aux prises des unités confédérées appartenant à l'armée du Nouveau-Mexique et retraitant de Santa Fe vers le Texas après la bataille de Glorieta Pass, et des troupes de l'Union cherchant à les en empêcher. Le combat reste indécis, prématurément interrompu par une tempête de sable.
Il est sans conséquence sur la fin de la campagne concernée.

## Les forces en présence

### Sudistes
Les troupes, 500 hommes environ, sont commandées par le colonel Thomas Green.
- 5e Régiment des Tirailleurs à cheval du Texas ("Texas Mounted Rifles"),
- éléments des 2e et 7e "Texas Mounted Rifles",
- Batterie B du 1er régiment d'artillerie du Texas.

### Nordistes
- 1st Colorado Volunteers

## Sources
- (en) Cet article est partiellement ou en totalité issu de l’article de Wikipédia en anglais intitulé « Battle of Peralta » (voir la liste des auteurs).
- (en) J. McPherson, The atlas of the Civil War, 2005, Colin Glover Ent.,  (ISBN 978-0-7624-2356-9), pages 58–59.
- (en) Shelby Foote, The Civil War, a narrative (tome 1), Vintage Books, 1986,  (ISBN 0-394-74623-6), page 303.
- William A. Keleher, Turmoil in New Mexico, 1846–1868, Albuquerque, University of New Mexico Press, 1952, 534 p., relié (ISBN 978-0-8263-0631-9, LCCN 82011113), pages 186-187.